# Lassie (película de 2005)
Lassie es una película de aventuras y familiar de 2005, dirigida por Charles Sturridge e inspirada en la legendaria Collie Lassie.

## Argumento
En las vísperas de la Segunda Guerra Mundial, en Yorkshire (Reino Unido), la familia Carraclough se ve obligada a vender a su perra Lassie a un adinerado duque (Peter O'Toole) que vive en Escocia. Sin embargo, aun estando a cientos de millas lejos de su verdadera familia, Lassie huye y emprende un largo camino de vuelta a casa. 

## Reparto
- Peter O'Toole — El Duke de Rudling
- Samantha Morton — Sarah Carraclough
- John Lynch — Sam Carraclough
- Steve Pemberton — Edward Hynes
- Jonathan Mason — Joe Carraclough
- Hester Odgers — Cilla
- Jemma Redgrave — Daisy
- Peter Dinklage — Rowlie
- Gregor Fisher — Mapes
- Edward Fox — Coronel Hulton
- Kelly Macdonald — Jeanie
- Nicholas Lyndhurst — Buckle

## Recepción

### Recepción de la crítica
La película recibió críticas positivas de los críticos de cine. En la actualidad tiene una calificación de 93% en Rotten Tomatoes partir de 65 comentarios, con una calificación promedio de 7.3/10. La puntuación en IMDb es de 6,7 sobre 10.
Fue nominada a Mejor Película Familiar en la Broadcast Film Critics Association Awards de 2007
También estuvo nominada la interpretación de Jonathan Mason en los Young Artist Awards 2007.
Ganó el premio IFTA 2007 al mejor sonido, y estuvo nominada para el Premio del Público al Mejor Film Irlandés.